# ناحية أبو كهف
ناحية أبو كهف إحدى نواحي سوريا تتبع إداريّاً لمحافظة حلب منطقة منبج ومركزها بلدة أبو كهف، بلغ تعداد سكان الناحية 17,930 نسمة حسب التعداد السكاني لعام 2004 ، أحدثت الناحية فصلاً عن ناحية مركز منبج بقرار من وزارة الإدارة المحلية والبيئة العام 2009.